# Georg Büchmann
Georg Büchmann (Berlino, 4 gennaio 1822 – Schöneberg, 24 febbraio 1884) è stato un filologo tedesco.

## Biografia
Studiò teologia, filologia e archeologia all'Università di Berlino, dove ebbe come insegnanti August Böckh e Theodor Panofka. Lavorò come insegnante a Brandeburgo sulla Havel, e in seguito insegnò lingua presso la scuola di commercio Friedrich-Werder'schen di Berlino (1854–77). Nel 1872 ottenne il titolo di professore.
Divenne famoso grazie al suo libro del 1864, Geflügelte Worte. Der Zitatenschatz des Deutschen Volkes, che contiene una raccolta di citazioni.